# Corporación Deportiva Club Atlético Nacional 2016
Questa voce raccoglie le informazioni riguardanti la Corporación Deportiva Club Atlético Nacional nelle competizioni ufficiali della stagione 2016.

## Organico

### Rosa
Aggiornata al 16 ottobre 2016.
| N. |                      | Ruolo | Calciatore                                        |
| -- | -------------------- | ----- | ------------------------------------------------- |
| 1  | Colombia (bandiera)  | P     | Cristian Bonilla                                  |
| 2  | Colombia (bandiera)  | D     | Daniel Bocanegra                                  |
| 3  | Colombia (bandiera)  | D     | Felipe Aguilar                                    |
| 4  | Panama (bandiera)    | D     | Roderick Miller                                   |
| 5  | Colombia (bandiera)  | D     | Francisco Nájera                                  |
| 6  | Colombia (bandiera)  | C     | Mateus Uribe                                      |
| 7  | Argentina (bandiera) | C     | Ezequiel Rescaldani (in prestito dal Malaga)      |
| 8  | Colombia (bandiera)  | C     | Diego Arias                                       |
| 9  | Colombia (bandiera)  | A     | Miguel Borja                                      |
| 10 | Colombia (bandiera)  | C     | Macnelly Torres                                   |
| 11 | Colombia (bandiera)  | C     | Andrés Ibargüen                                   |
| 12 | Colombia (bandiera)  | D     | Alexis Henríquez                                  |
| 14 | Colombia (bandiera)  | C     | Elkin Blanco                                      |
| 15 | Colombia (bandiera)  | C     | Juan Nieto                                        |
| 16 | Colombia (bandiera)  | A     | Cristián Dajome (in prestito dal Deportes Tolima) |
| 17 | Colombia (bandiera)  | D     | Rodin Quiñónes                                    |

| N. |                      | Ruolo | Calciatore            |
| -- | -------------------- | ----- | --------------------- |
| 19 | Colombia (bandiera)  | D     | Farid Díaz            |
| 20 | Colombia (bandiera)  | C     | Alejandro Bernal      |
| 21 | Colombia (bandiera)  | C     | Jhon Mosquera         |
| 22 | Colombia (bandiera)  | D     | Gilberto García       |
| 23 | Colombia (bandiera)  | D     | Edwin Velasco         |
| 25 | Colombia (bandiera)  | P     | Christian Vargas      |
| 26 | Colombia (bandiera)  | D     | Carlos Cuesta         |
| 27 | Colombia (bandiera)  | C     | Juan Pablo Ramírez    |
| 28 | Colombia (bandiera)  | A     | Orlando Berrío        |
| 30 | Colombia (bandiera)  | A     | Arley Rodríguez       |
| 31 | Colombia (bandiera)  | C     | Dayron Mosquera       |
| 32 | Colombia (bandiera)  | D     | Tomás Maya            |
| 33 | Colombia (bandiera)  | A     | Sebastián Támara      |
| 34 | Argentina (bandiera) | P     | Franco Armani         |
| 35 | Colombia (bandiera)  | P     | Luis Enrique Martínez |

### In prestito
| N. |                     | Ruolo | Calciatore              |
| -- | ------------------- | ----- | ----------------------- |
| –  | Colombia (bandiera) | P     | Camilo Vargas           |
| –  | Colombia (bandiera) | D     | Juan Guillermo Arboleda |
| –  | Colombia (bandiera) | D     | Cristian Cassiani       |
| –  | Colombia (bandiera) | D     | Juan David Castañeda    |
| –  | Colombia (bandiera) | D     | José Luis García        |
| –  | Colombia (bandiera) | D     | Esteban Morales         |
| –  | Colombia (bandiera) | D     | Jeisson Palacios        |

| N. |                     | Ruolo | Calciatore         |
| -- | ------------------- | ----- | ------------------ |
| –  | Colombia (bandiera) | D     | Diego Peralta      |
| –  | Colombia (bandiera) | C     | Víctor Cantillo    |
| –  | Colombia (bandiera) | C     | Sherman Cárdenas   |
| –  | Colombia (bandiera) | C     | Julián Mendoza     |
| –  | Colombia (bandiera) | C     | John Henry Sánchez |
| –  | Colombia (bandiera) | A     | Leonardo Acevedo   |
| –  | Colombia (bandiera) | A     | Jefferson Duque    |
| –  | Colombia (bandiera) | A     | Luis Carlos Ruiz   |